# Nagykáta
Nagykáta je mesto na Madžarskem, ki upravno spada v podregijo Nagykátai Županije Pešta.